# 第1師団 (コロンビア軍)
第1師団（西：Primera Division）は、コロンビア陸軍の師団の一つ。司令部はサンタマルタ。管轄区域はラ・グアヒーラ県、マグダレーナ県、セサル県、スクレ県、ボリーバル県、アトランティコ県。2個旅団を隷下に治める。第2旅団はバランキヤに駐屯し、第10機甲旅団はバジェドゥパール（Valledupar）に駐屯する。

## 部隊編成
師団直轄
- 第1爆発物処理群

### 第2旅団
- 第4機械化歩兵大隊　在バランキヤ
- 第5機械化歩兵大隊「アントニア・ナリニョ」（"Antonio Nariño"）　在サンタマリア
- 第6山岳歩兵大隊　在カルタヘナ（Cartagena）
- 第2対ゲリラ戦大隊
- 第2憲兵大隊　在バランキヤ
- 第2工兵大隊「アルバン」（"Albán"）　在（Fundación）
- 第2砲兵大隊「ラ・ポカ」（"La Popa"）　在バランキヤ
- 第2輜重大隊「アンスアテグイ」（"Anzuategui"） 　在（Fundación）
- 機械化群「フアン・ホセ・ランドン」（"Juan Jose Rondon"）　在サンフアン・デル・セサル（San Juan del Cesar）

特殊部隊 
- マグダレーナ拉致対策警察隊群
- アトランティコ拉致対策警察隊群

### 第10機甲旅団
- 中戦車大隊
- 第2機械化騎兵大隊　在ディスタラクシオン（Distracción）
- 第6機械化大隊　在リオアチャ（Riohacha）
- 第7山岳歩兵大隊
- 第2砲兵大隊　在バジェドゥパール
- 第10野砲兵大隊
- 第2エネルギー計画・交通大隊　在パイリタス（Pailitas）
- 第3エネルギー計画・交通大隊「ヘネラル・ペドロ・フォルトゥル」（"Gral. Pedro Fortul"）　在コダチ（Codazzi）
- 第10戦闘任務支援大隊

特殊部隊 
- セサール拉致対策警察隊群
- グアヒーラ拉致対策警察隊群